# Ausschreiben vom 10. April 1780
Das Ausschreiben vom 10. April 1780 des Markgraf Karl Alexander von Brandenburg-Ansbach ist eine der ältesten denkmalschützenden Rechtsvorschriften in Deutschland.

## Geschichte
Das Ausschreiben (Rundschreiben) vom 10. April 1780 erneuert das Ausschreiben vom 4. Juli 1771 mit einem ähnlichen Inhalt, das nach Meinung des Markgrafen unzureichend beachtet worden war. Autor beider Texte war wahrscheinlich der Archivar des Markgrafen auf der Plassenburg, Philipp Ernst Spieß. Das Ausschreiben war Vorbild für die Verordnung, die Erhaltung der im Lande befindlichen Monumente und Altertümer betreffend von Landgraf  Friedrich II. von Hessen-Kassel aus dem Dezember des gleichen Jahres.

## Inhalt
Die Verordnung besteht aus einer Einleitung, in der der Landesherr feststellt, dass sein vorangegangenes Ausschreiben zum gleichen Thema aus dem Jahr 1771 nicht die gewünschte Resonanz hervorgebracht hat und er es deshalb inhaltlich wiederholt. Es folgt eine Aufzählung von Fällen, in denen darauf geachtet werden soll, dass wichtige historische Zeugnisse nicht beschädigt werden. So sollen bei Renovierung, Umbau oder Abriss historischer Gebäude Ausstattung, Wappensteine und Inschriften sichergestellt, sorgfältig gelagert und abschließend – soweit möglich – wieder eingebaut werden. Auch sollen historische Zeugnisse aus freigelegten Grundsteinen oder Turmbekrönungen sichergestellt und mit einem Bericht an die Regierung eingesandt werden. Zeugnisse, die – etwa weil der Witterung ausgesetzt – in ihrem Bestand gefährdet sind, sollen baldmöglichst dokumentiert werden. Alle diese Dokumente sollen im Archiv des Markgrafen auf der Plassenburg aufbewahrt werden. 
Bauhandwerkern, die Wappensteine oder Inschriften beschädigen, wird Strafe angedroht. Damit das auch allen Bauhandwerkern bekannt ist, soll in jeder Lade der entsprechenden Zünfte ein Exemplar dieser Verordnung hinterlegt und mindestens einmal jährlich vorgelesen werden.
Weiter wird die Aufmerksamkeit der Beamten auf die Flurdenkmäler und die Grenzsteine gerichtet, für deren Erhalt sie sorgen sollen.